# Arquidiócesis de Kingston en Canadá
La arquidiócesis de Kingston en Canadá (en latín: Archidioecesis Regiopolitana y en inglés: Roman Catholic Archdiocese of Kingston, Canada) es una circunscripción eclesiástica latina de la Iglesia católica en Canadá, sede metropolitana de la provincia eclesiástica de Kingston. La arquidiócesis tiene al arzobispo Michael Mulhall como su ordinario desde el 28 de marzo de 2019. 

## Territorio y organización
La arquidiócesis tiene 16 500 km² y extiende su jurisdicción sobre los fieles católicos de rito latino residentes en los siguientes condados de la provincia de Ontario: Frontenac, Lennox y Addington, Prince Edward, Leeds y Grenville y Dundas, la parte meridional del condado de Hastings y la parte sudoccidental del condado de Lanark.
La sede de la arquidiócesis se encuentra en la ciudad de Kingston, en donde se halla la Catedral de Santa María. La arquidiócesis de Kingston es la diócesis católica de habla inglesa más antigua de Canadá.
En 2019 en la arquidiócesis existían 50 parroquias.
La arquidiócesis tiene como sufragáneas a las diócesis de: Peterborough y Sault Sainte Marie.
Muchos idiomas, culturas y comunidades diferentes son atendidos con diferentes apostolados: comunidades hispanas, francófonas, ucranianas y polacas, así como los ministerios de jóvenes, presos, sordos y enfermos. Estos apostolados, parroquias, misiones y ministerios son apoyados por sacerdotes diocesanos y religiosos, comunidades religiosas femeninas, diáconos y laicos.

## Historia
El vicariato apostólico del Canadá Superior fue erigido el 12 de enero de 1819, obteniendo su territorio de la diócesis de Quebec (hoy arquidiócesis de Quebec).
El 27 de enero de 1826, con el breve Inter multiplices del papa León XII, el vicariato apostólico fue elevado a diócesis y asumió el nombre de diócesis de Kingston. Con otro breve llamado también Inter multiplices del 14 de febrero del mismo año la diócesis fue declarada inmediatamente sujeta a la Santa Sede.
El 17 de diciembre de 1841 cedió una parte de su territorio para la erección de la diócesis de Toronto (hoy arquidiócesis de Toronto) mediante otro breve llamado Inter multiplices del papa Gregorio XVI.
El 25 de junio de 1847 cedió una parte de su territorio para la erección de la diócesis de Bytown (hoy arquidiócesis de Ottawa-Cornwall) mediante el breve Ad prospiciendum facilius del papa Pío IX.
El 18 de marzo de 1870 pasó a formar parte de la provincia eclesiástica de Toronto.
El 3 de febrero de 1874 cedió otra parte de su territorio para la erección del vicariato apostólico Canadá Septentrional (hoy diócesis de Peterborough) mediante el breve Arcano divinae del papa Pío IX. El 11 de julio de 1882 volvió a ceder territorios a la diócesis de Peterborough mediante el breve Quod venerabiles del papa León XIII.
La diócesis fue elevada al rango de arquidiócesis metropolitana el 28 de diciembre de 1889 con el breve Quum ex apostolico del papa León XIII.
El 21 de enero de 1890 cedió otra porción de territorio para la erección de la diócesis de Alexandria en América (hoy suprimida) mediante el breve In hac sublimi del papa León XIII.

## Estadísticas
De acuerdo al Anuario Pontificio 2020 la arquidiócesis tenía a fines de 2019 un total de 131 400 fieles bautizados.
| Año                                                                             | Población            | Población | Población      | Sacerdotes | Sacerdotes    | Sacerdotes    | Bautizados por sacerdote | Diáconos permanentes | Religiosos | Religiosos | Parroquias |
| Año                                                                             | Bautizados católicos | Total     | % de católicos | Total      | Clero secular | Clero regular | Bautizados por sacerdote | Diáconos permanentes | Varones    | Mujeres    | Parroquias |
| ------------------------------------------------------------------------------- | -------------------- | --------- | -------------- | ---------- | ------------- | ------------- | ------------------------ | -------------------- | ---------- | ---------- | ---------- |
| 1950                                                                            | 32 700               | 240 550   | 13.6           | 89         | 63            | 26            | 367                      |                      | 35         | 301        | 47         |
| 1966                                                                            | 54 500               | 260 000   | 21.0           | 103        | 79            | 24            | 529                      |                      | 35         | 360        | 51         |
| 1970                                                                            | 53 044               | 250 000   | 21.2           | 92         | 77            | 15            | 576                      |                      | 17         | 264        | 53         |
| 1976                                                                            | 57 612               | 262 000   | 22.0           | 81         | 81            |               | 711                      |                      | 2          | 285        | 50         |
| 1980                                                                            | 62 138               | 265 000   | 23.4           | 78         | 78            |               | 796                      |                      |            | 305        | 52         |
| 1990                                                                            | 77 009               | 320 000   | 24.1           | 86         | 74            | 12            | 895                      | 3                    | 12         | 225        | 52         |
| 1999                                                                            | 102 650              | 315 000   | 32.6           | 77         | 71            | 6             | 1333                     | 11                   | 11         | 186        | 52         |
| 2000                                                                            | 102 650              | 315 000   | 32.6           | 78         | 72            | 6             | 1316                     | 11                   | 11         | 180        | 52         |
| 2001                                                                            | 102 650              | 315 000   | 32.6           | 76         | 72            | 4             | 1350                     | 11                   | 9          | 180        | 52         |
| 2002                                                                            | 102 650              | 315 000   | 32.6           | 77         | 73            | 4             | 1333                     | 11                   | 9          | 170        | 52         |
| 2003                                                                            | 102 650              | 315 000   | 32.6           | 80         | 71            | 9             | 1283                     | 10                   | 13         | 165        | 52         |
| 2004                                                                            | 116 845              | 315 000   | 37.1           | 86         | 79            | 7             | 1358                     | 17                   | 11         | 165        | 52         |
| 2006                                                                            | 117 800              | 321 000   | 36.7           | 84         | 74            | 10            | 1402                     | 18                   | 15         | 155        | 51         |
| 2013                                                                            | 122 400              | 336 500   | 36.4           | 80         | 70            | 10            | 1530                     | 22                   | 10         | 150        | 51         |
| 2016                                                                            | 126 474              | 347 474   | 36.4           | 73         | 64            | 9             | 1732                     | 27                   | 9          | 120        | 50         |
| 2019                                                                            | 131 400              | 361 000   | 36.4           | 73         | 63            | 10            | 1800                     | 30                   | 10         | 100        | 50         |
| Fuente: Catholic-Hierarchy, que a su vez toma los datos del Anuario Pontificio. |                      |           |                |            |               |               |                          |                      |            |            |            |

## Episcopologio
- Alexander MacDonell † (12 de enero de 1819-14 de enero de 1840 falleció)
- Rémi Gaulin † (14 de enero de 1840 por sucesión-8 de mayo de 1857 falleció)
- Patrick Phelan, P.S.S. † (8 de mayo de 1857 por sucesión-7 de junio de 1857 falleció)
- Edward John Horan † (8 de enero de 1858-28 de mayo de 1874 renunció[10])
- John O'Brien † (12 de febrero de 1875-1 de agosto de 1879 falleció)
- James Vincent Cleary † (1 de octubre de 1880-24 de febrero de 1898 falleció)
- Charles-Hugues Gauthier † (29 de julio de 1898-6 de septiembre de 1910 nombrado arzobispo de Ottawa)
- Michael Joseph Spratt † (17 de julio de 1911-23 de febrero de 1938 falleció)
- Richard Michael Joseph O'Brien † (23 de febrero de 1938 por sucesión-30 de agosto de 1943 falleció)
- Joseph Anthony O'Sullivan † (26 de febrero de 1944-14 de diciembre de 1966 retirado[11])
- Joseph Lawrence Wilhelm † (14 de diciembre de 1966-12 de marzo de 1982 renunció)
- Francis John Spence † (24 de abril de 1982-27 de abril de 2002 retirado)
- Anthony Giroux Meagher † (27 de abril de 2002-14 de enero de 2007 falleció)
- Brendan Michael O'Brien (1 de junio de 2007-28 de marzo de 2019 retirado)
- Michael Mulhall, desde el 28 de marzo de 2019